# Голованівська волость
Голованівська волость — історична адміністративно-територіальна одиниця Балтського повіту Подільської губернії Російської імперії. Волосний центр — містечко Голованівськ.
Станом на 1885 рік складалася з 8 поселень, 8 сільських громад. Населення — 10770 осіб (5304 чоловічої статі та 5466 — жіночої), 934 дворових господарств.
|                     | Площа, десятин | У тому числі орної, дес. |
| ------------------- | -------------- | ------------------------ |
| Сільських громад    | 7032           | 6083                     |
| Приватної власності | 6800           | 5049                     |
| Удільної власності  | 4545           | 2580                     |
| Іншої власності     | 499            | 363                      |
| Загалом             | 18876          | 14075                    |

- Олександрівка Забузька (Ксьондзівка)
- Голованівськ (містечко)
  - Юридівка
- Красногірка
- Межирічка (Оздобна)
- Новосілка
- Розкішне
  - Розкошанське (с-ще)
- Шепилове